# 서도면
서도면(西島面)은 대한민국 인천광역시 강화군의 면이다. 유인도 4개(주문도, 볼음도, 아차도, 말도) 와 무인도 9개로 구성된 도서면으로 꽃게, 새우 등의 어족자원이 풍부하고 서해어업의 전초적 기지로 호황을 누려왔으나 남북관계로 인해 조업에 제한을 받게 되면서 급격히 쇠퇴하게 되었다. 도서별로 잘 발달된 백사장은 하절기 피서지로 각광받고 있다.

## 개요
서도면은 조선시대 말기에 교동군에 편입되었다가, 1905년 강화군에 부속되면서 아차도리에 면사무소를 설치하였으며, 1936년 면사무소를 주문도리로 이전했다. 1943년 볼음도리에 출장소를 설치하였고, 1981년, 현 위치인 주문도리 893번지로 면사무소를 신축 이전했다.

## 법정리
- 주문도리(注文島里)
- 아차도리(阿此島里)
- 볼음도리(乶音島里)
- 말도리(唜島里)

## 교육
- 서도초등학교
- 서도중학교
- 서도고등학교

## 명소
- 강화갯벌 및 저어새번식지
- 대빈창해수욕장
- 뒷장술해수욕장
- 조개골해수욕장